# Puchaczów (gmina)
Pour les articles homonymes, voir Puchaczów.
Puchaczów est une gmina rurale (gmina wiejska) de la powiat de Łęczna, dans la Voïvodie de Lublin, dans l'est de la Pologne.
Son siège administratif (chef-lieu) est le village de Puchaczów, qui se situe environ 6 km à l'est de Łęczna (siège du powiat) et 29 km à l'est de la capitale régionale Lublin (capitale de la voïvodie).
La gmina couvre une superficie de 91,7 km2 pour une population de 4 887 habitants en 2006.

## Histoire
De 1975 à 1998, la gmina est attachée administrativement à l'ancienne Voïvodie de Lublin.

Depuis 1999, elle fait partie de la nouvelle voïvodie de Lublin.

## Géographie

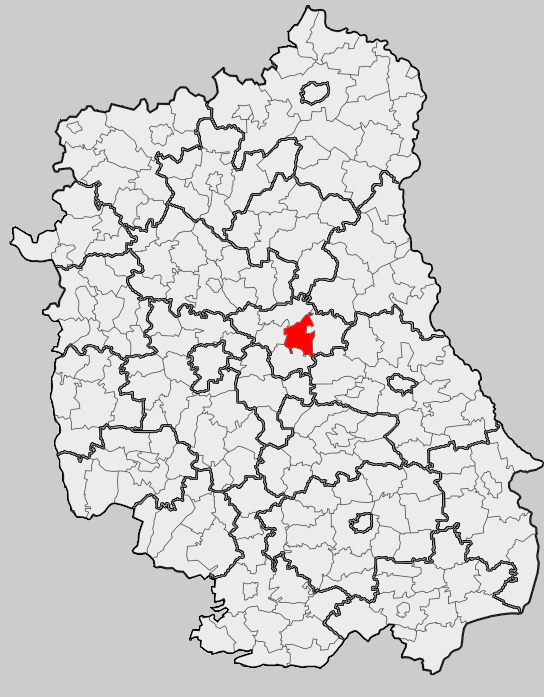
Position de la gmina dans la voïvodie

La gmina inclut les villages de:
- Albertów
- Bogdanka
- Brzeziny
- Ciechanki
- Ciechanki-Kolonia
- Jasieniec
- Nadrybie Ukazowe
- Nadrybie-Dwór
- Nadrybie-Wieś
- Ostrówek
- Puchaczów
- Stara Wieś
- Szpica
- Turowola
- Turowola-Kolonia
- Wesołówka
- Zawadów

### Gminy voisines
La gmina de Puchaczów est voisine des gminy de :
- Cyców
- Łęczna
- Ludwin
- Milejów
- Siedliszcze

## Structure du terrain
D'après les données de 2002, la superficie de la commune de Puchaczów est de 91,7 km2, répartie comme suit :
- terres agricoles : 75 % ;
- forêts : 10 %.

La commune représente 14,47 % de la superficie du powiat.

## Démographie
Données duu 30 juin 2004 :
| Description        | Total  | Total | Femmes | Femmes | Hommes | Hommes |
| ------------------ | ------ | ----- | ------ | ------ | ------ | ------ |
| Unité              | Nombre | %     | Nombre | %      | Nombre | %      |
| Population         | 4 800  | 100   | 2 453  | 51,1   | 2 347  | 48,9   |
| Densité (hab./km2) | 52,3   | 52,3  | 26,7   | 26,7   | 25,6   | 25,6   |